# Audio Research
Audio Research est un fabricant de matériel Hi-Fi américain créé dans les années 1970 par William Z. Johnson. La marque est surtout connue pour la conception et la fabrication de préamplificateurs et d’amplificateurs haut de gamme, utilisant des circuits originaux, mais elle conçoit et fabrique également des lecteurs de CD ainsi que des convertisseurs numérique/analogique réputés. La marque est également connue des amateurs pour avoir réalisé des filtres actifs ou passifs.
Audio Research est considéré comme un des plus anciens manufacturiers industriels de matériel Hi-Fi haut de gamme encore en activité.
À l’époque de la mise sur le marché des premiers maillons audio de la marque, l’ensemble de l’industrie haute fidélité prédisait la mort quasi-certaine de la technologie d'amplification à tubes. du fait de l’ascension, très rapide, des maillons 100 % transistorisés. Ces derniers connurent des améliorations spectaculaires, tant en matière de performances, de bande passante, de distorsion harmonique, de puissance que de compétitivité des prix. Il est donc fort possible que sans les réalisations de ce constructeur, la technologie serait tombée dans un long oubli, voire un oubli définitif. Néanmoins, Audio Research n’a pas pour autant renié les montages hybrides ni même les montages entièrement transistorisés.
Avec l'aide des revues spécialisées audiophiles telles que Stereophile et The Absolute Sound, la marque a consolidé sa position en tant qu'un des manufacturiers industriels de matériels hifi haut de gamme les plus respectés. Plusieurs observateurs de l'industrie considèrent en outre le président et fondateur William Z. Johnson comme l'un des vrais fondateurs du concept du high-end audio.